# Экдизон

α-экдизон, 20-гидроксиэкдизон

Экдизоны (от др.-греч. ékdysis — линька) — гормоны, относящиеся к группе стероидов (27-28 атомов углерода), стимулирующие линьку и метаморфоз членистоногих.
α-экдизон впервые выделен в 1954 (А. Бутенандт и Карлсон) из коконов шелковичного червя, химическое строение доказано в 1965. Твёрдые, оптически активные вещества, слабо растворимые в воде и хорошо растворимые в полярных органических растворителях.
У насекомых α-экдизон вырабатывается переднегрудными (проторакальными) железами, у ракообразных — Y-органами, деятельность которых усиливается к моменту сбрасывания панциря.
В гемоцитах, клетках жирового тела и эноцитах α-экдизон превращается в β-экдизон.
Синтез экдизона стимулируется под действием активационного гормона (АГ).
Основными мишенями для экдизона служат клетки гиподермы и имагинальных дисков. Экдизоны вызывают образование пуфов в хромосомах, что свидетельствует об активации транскрипции генов. Это приводит к синтезу ферментов, растворяющих старую кутикулу, а затем — к активации ферментов (например, диоксифенилаланиндекарбоксилазы), необходимых для синтеза веществ, ответственных за склеротинизацию кутикулы насекомых. Происходит образование и затвердение новой кутикулы. Экдизоны влияют на превращение личинки в куколку, а также участвуют в яйцепродукции взрослого насекомого и адаптации к условиям обитания.
Экдизон обуславливает наступление и прохождение линьки, однако её характер и результат зависят от ювенильного гормона, продуцируемого прилежащими телами. В целом сбалансированное действие экдизонов и ювенильных гормонов регулирует последовательное развитие насекомых.
Экдизоны обнаружены также в растениях. Фитоэкдистероиды содержат 27, 28 или 29 атомов углерода.